# Casa muntanyesa
|  | No s'ha de confondre amb Casona muntanyesa. |

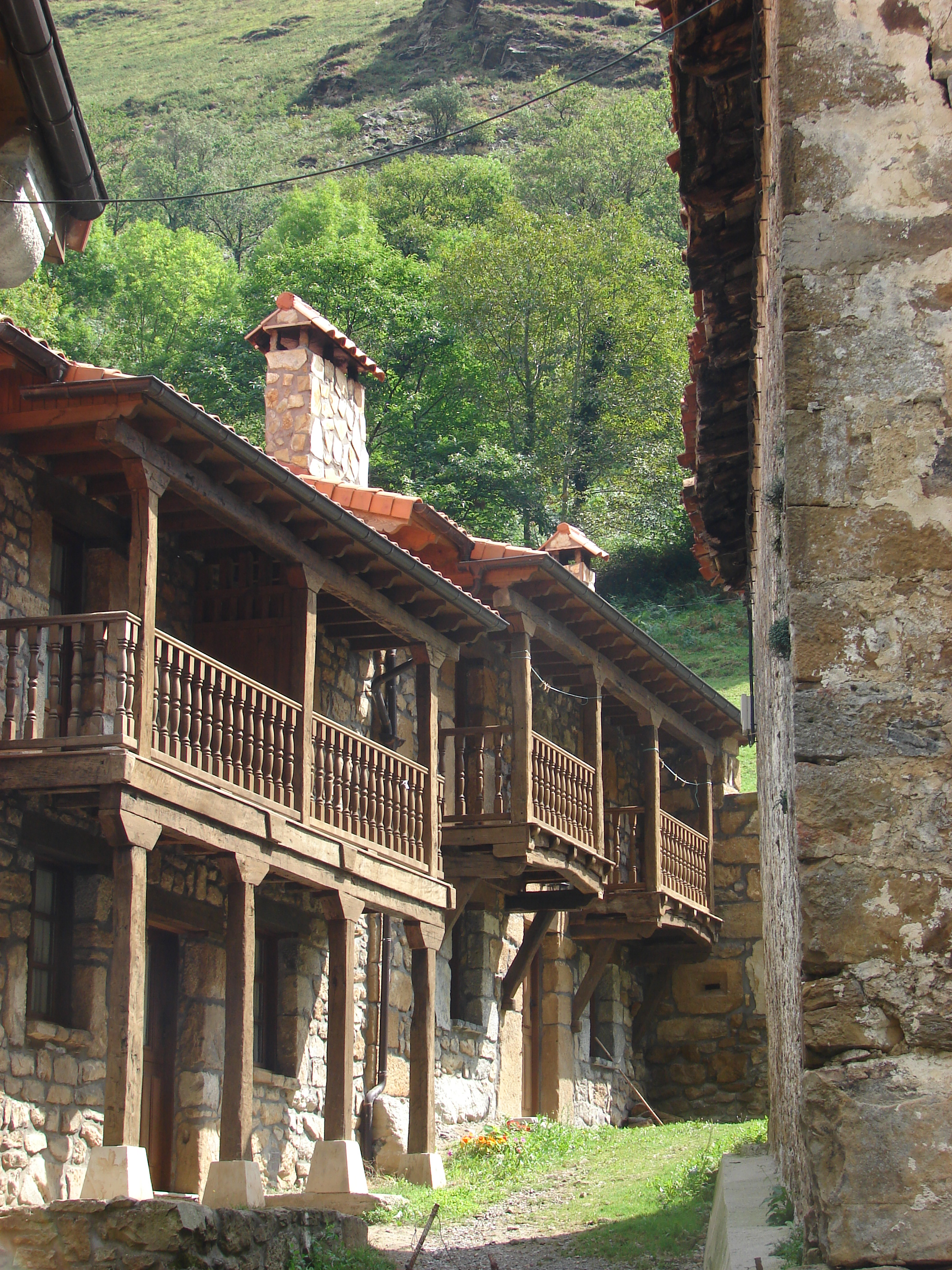
Cases montanyeses càntabres en Asón (Cantàbria). Es pot apreciar el balcó en la solana cobert per un ràfec perllongat

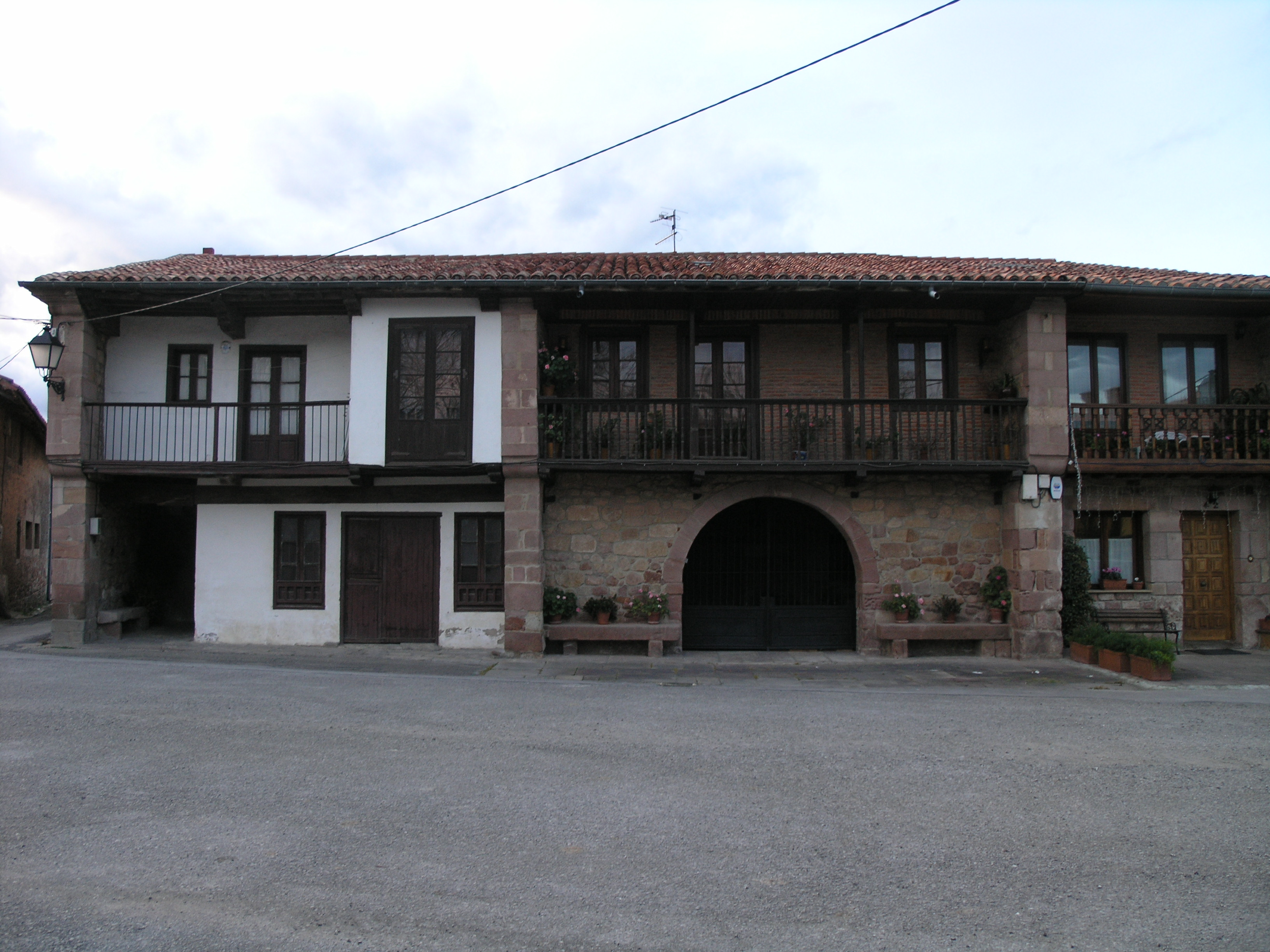
Cases muntanyeses entre en Viérnoles (Cantàbria). Es pot apreciar els murs de carreus, anomenats tallafocs, sobre els quals es recolza la solana i que emmarquen un porxo o estragal

La casa muntanyesa és una forma de construcció tradicional pròpia de La Montaña (Cantàbria, Espanya), i estesa per les comunitats de Cantàbria, orient d'Astúries i nord de Castella i Lleó, al nord d' Espanya.
Va tenir el seu origen entre el segle xvi i el segle xviii, adquirint la seva major difusió a finals del segle xix i primer terç del segle xx. Durant aquest última període, amb l'arquitecte Leonardo Rucabado, es popularitza a Cantàbria aquest tipus d'arquitectura regionalista, determinada per l'evocació historicista de l'arquitectura muntanyesa dels segles passats. Aquest corrent continuaria després amb el seu deixeble, Javier González de Riancho.

## Característiques
Aquest tipus de casa rural tradicional és la més característica de Cantàbria.
Hi destaca la façana sud, oberta al sol i a la llum, mentre que les altres ofereixen murs gruixuts de paredat tosc. Les cantonades solen ser de carreus amb recercat en totes les obertures.
L'entrada es fa a través d'una portalada d'un o dos arcs, amb profunditat suficient per a donar aixopluc al carro, eines i llenya, donant pas a l'estragal (vestíbul), a partir del qual es distribueix la cuina (encara que de vegades aquesta va en la segona planta), quadra, celler, rebost i l'escala per a pujar al pis superior. En algunes zones, hi ha patines per a accedir directament des de l'exterior a la planta superior.
En la planta superior hi ha els dormitoris, dels quals els dos principals, a més de la sala central, donen a la solana. A això cal afegir el tascón (paller). Els envans interiors originalment solien ser de fusta, encara que en èpoques més recents s'han anat substituint per maó.
La solana és l'element més típic d'aquesta construcció. Es tracta d'un balcó amb barana de fusta, protegit dels vents i pluja pels murs laterals, que donen suport a una coberta molt sortint, estant rematats a la part inferior amb una motllura a manera de mènsula que adopta generalment la forma de taló. A la part superior, aquests murs solen estar rematats per unes motllures tosques però de perfils clàssics, que serveixen de suport a les bigues de vora com subjecció de les brides que configuren el ràfec. La fusta, que porta tasques de talla i torn, sol estar pintada de marró fosc.

## Murs laterals
Són construïts a manera de tallafocs sota la influència herreriana, ja que Juan de Herrera era càntabre.